# Базилика Святой Троицы (Свенты-Кшиж)
Базилика Святой Троицы, другие варианты — Монастырь Святого Креста, Санктуарий Древа Святого Креста (пол. Bazylika pw. Trójcy Świętej, Sanktuarium Relikwii Drzewa Krzyża Świętego) — исторический памятник, католическая церковь, малая базилика, находящаяся на Лысой Горе, гмина Нова-Слупя, Свентокшиское воеводство, Польша. Базилика является частью комплекса бывшего бенедиктинского монастыря, который, кроме церкви, состоит также из здания монастыря, звонницы и Восточных ворот. Монастырский комплекс внесён в реестр охраняемых памятников Свентокшиского воеводства. В настоящее время монастырь является местом католического паломничества под названием «Свенты-Кшиж».

## История
Точная дата основания бенедиктинского воеводства на Лысой Горе в Свентокшиских горах не известна. Согласно бенедиктинским сведениям монастырь был основан в 1006 году по инициативе польского короля Болеслава I Храброго. По другим данным бенедиктинский монастырь был основан в первой половине XII века во времена Болеслава III Кривоустого.Первоначально монастырь назывался в честь Пресвятой Троицы. С XVI века он стал носить имя Святого Креста. С 1306 года в монастыре стали храниться реликвии Креста Господня, которые, как считается, были подарены монастырю святым Эмериком.
Во время январского восстания монастырь несколько дней контролировался повстанцами 12 февраля 1863 здесь произошел бой между поляками и русскими войсками.
В 1884 году монастырь был закрыт российскими властями и переоборудован в тюрьму строгого режима, которая действовала до начала Второй мировой войны под названием «Свенты-Кшиж». После Варшавского процесса с апреля 1936 года в этой тюрьме содержались приговорённые к пожизненному заключению Степан Бандера и Микола Лебедь.
После Второй мировой войны монастырь был передан мужской монашеской конгрегации Миссионеры-облаты Непорочной Марии, которые основали в нём свой новициат.
24 марта 1947 года монастырский комплекс был внесён в реестр охраняемых памятников Свентокшиского воеводства (А-440/1-4).
16 июня 2013 года Римский папа Франциск присвоил церкви Пресвятой Троицы статус малой базилики.
В настоящее время в монастыре хранятся частицы Древа Креста Господня, которые хранятся в дарохранительнице в часовне Олесьницких. В крипте часовни Олесьницких находится саркофаг русского воеводы Иеремии Вишневецкого.
На территории монастыря также находится музей Свентокшиского национального парка. Возле монастыря находится телебашня «Свенты-Кшиж».

## Галерея

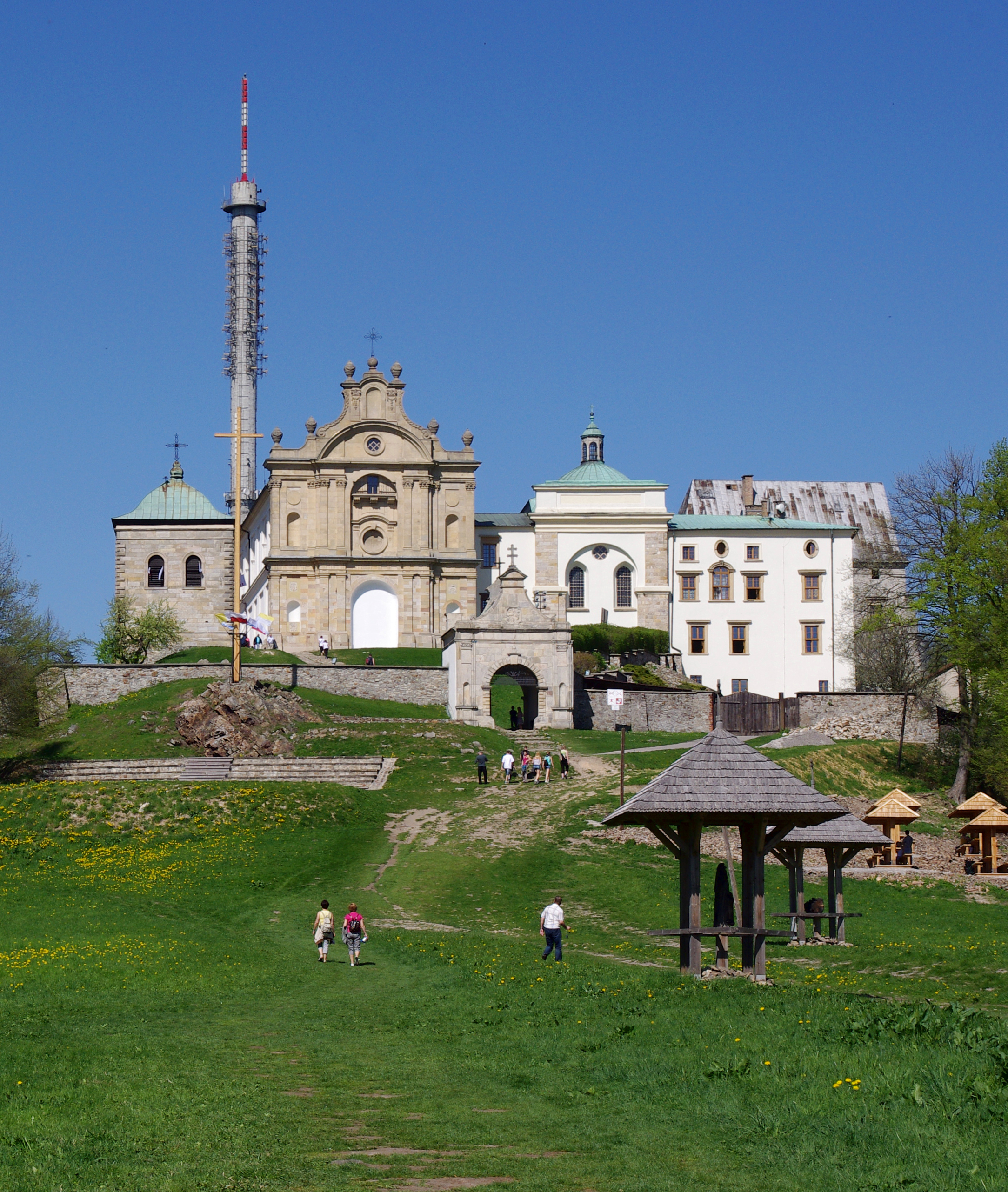
Общий вид монастыря
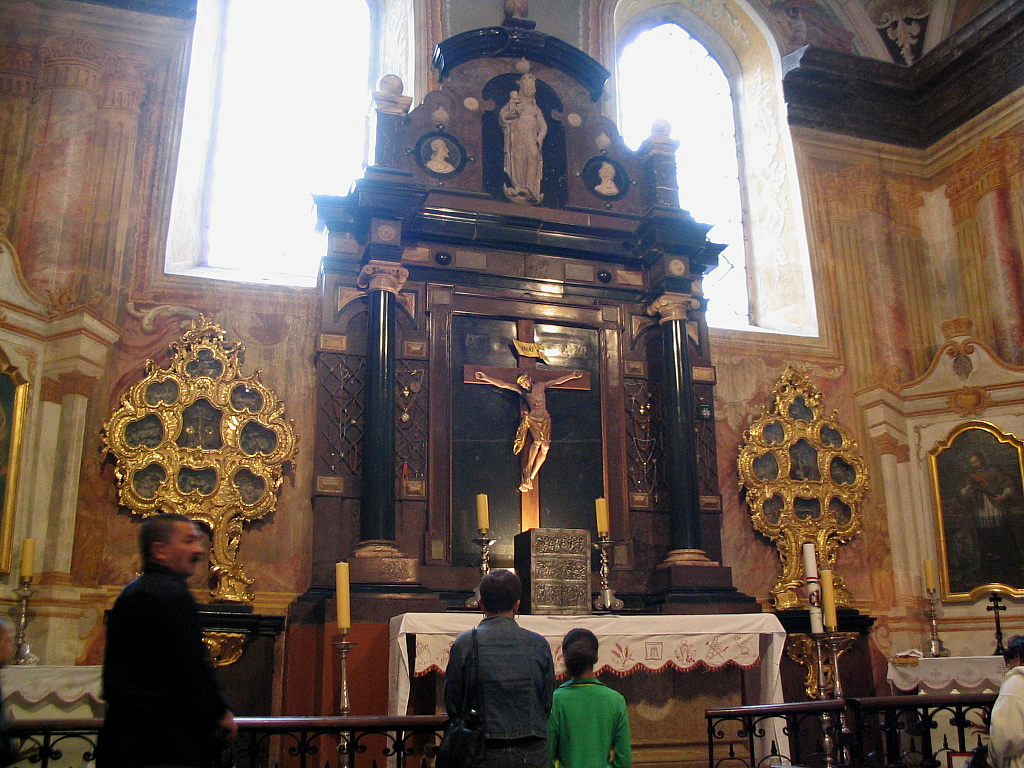
Алтарь в часовне Олесьницких. На алтаре находится дарохранительница с частицами Древа Креста Господня
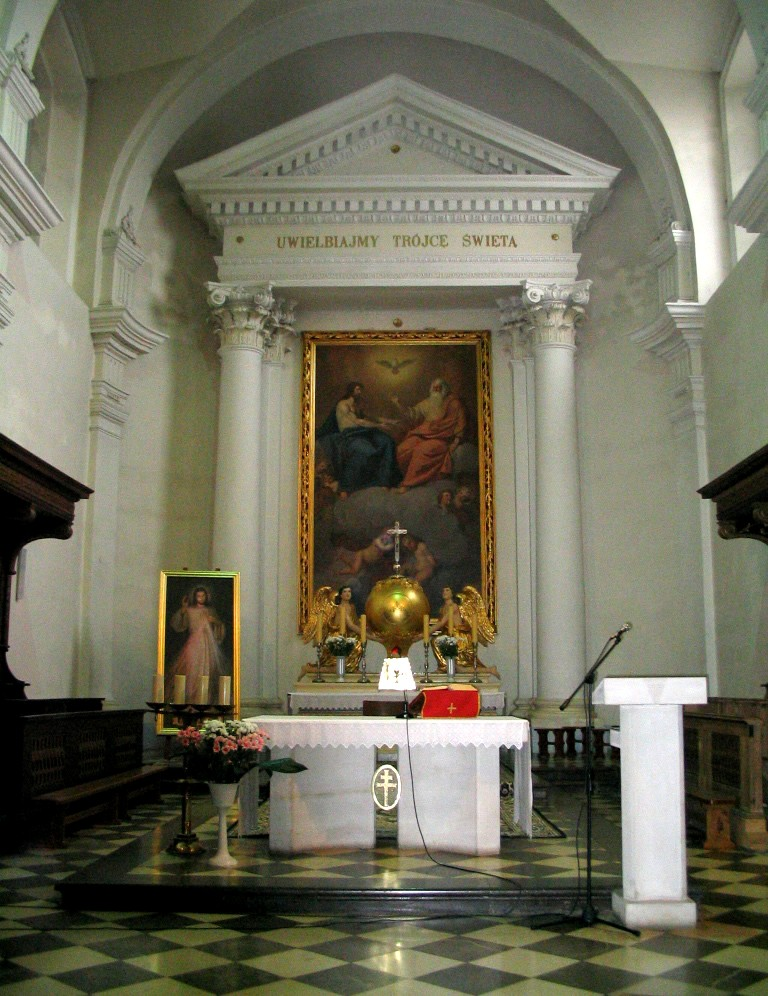
Главный алтарь базилики Святого Креста
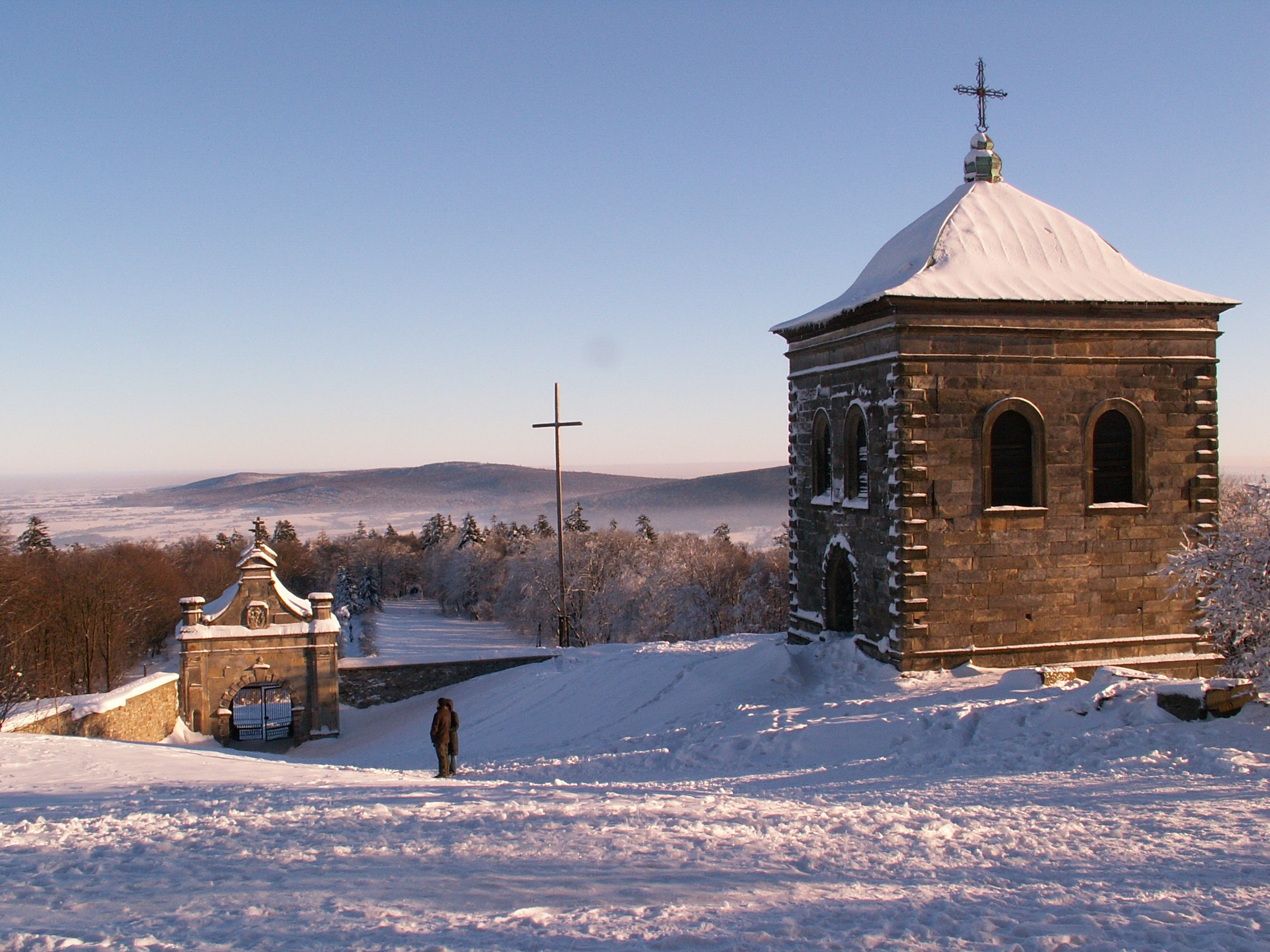
Звонница и Восточные ворота
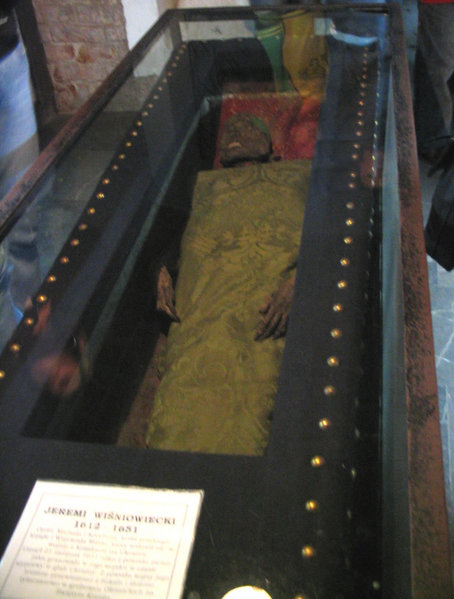
Саркофаг с мумией Иеремии Вишневецкого